# Division Nationale (1957/1958)
20. sezon najwyższych w hierarchii piłkarskich rozgrywek ligowych we Francji, mających na celu wyłonienie mistrza tego kraju za sezon 1957/58.

## Tabela końcowa
|    | Klub                   | Pkt | M  | Z  | R  | P  | G+ | G- | +/- |  | Komentarz                                                 |
| -- | ---------------------- | --- | -- | -- | -- | -- | -- | -- | --- |  | --------------------------------------------------------- |
| 1  | Stade de Reims         | 48  | 34 | 22 | 4  | 8  | 89 | 42 | +47 |  | Mistrz Francji Puchar Mistrzów (zdobywca Coupe de France) |
| 2  | Nîmes Olympique        | 41  | 34 | 16 | 9  | 9  | 61 | 39 | +22 |  |                                                           |
| 3  | Angers SCO             | 41  | 34 | 16 | 9  | 9  | 65 | 46 | +19 |  |                                                           |
| 4  | AS Monaco              | 41  | 34 | 15 | 11 | 8  | 50 | 35 | +15 |  |                                                           |
| 5  | UA Sedan-Torcy         | 38  | 34 | 16 | 6  | 12 | 74 | 70 | +4  |  |                                                           |
| 6  | Lille OSC              | 37  | 34 | 17 | 3  | 14 | 71 | 59 | +12 |  |                                                           |
| 7  | AS Saint-Étienne       | 37  | 34 | 10 | 17 | 7  | 55 | 52 | +3  |  |                                                           |
| 8  | Olympique Lyon         | 35  | 34 | 13 | 9  | 12 | 51 | 53 | -2  |  | Puchar Miast Targowych                                    |
| 9  | RC Paris               | 33  | 34 | 13 | 7  | 14 | 61 | 62 | -1  |  |                                                           |
| 10 | Toulouse FC            | 33  | 34 | 13 | 7  | 14 | 53 | 57 | -4  |  |                                                           |
| 11 | RC Lens                | 33  | 34 | 13 | 7  | 14 | 55 | 62 | -7  |  |                                                           |
| 12 | FC Sochaux-Montbéliard | 32  | 34 | 13 | 6  | 15 | 61 | 61 | 0   |  |                                                           |
| 13 | OGC Nice               | 31  | 34 | 10 | 11 | 13 | 71 | 53 | +18 |  |                                                           |
| 14 | Olympique Alès         | 28  | 34 | 10 | 8  | 16 | 41 | 59 | -18 |  |                                                           |
| 15 | US Valenciennes-Anzin  | 28  | 34 | 8  | 12 | 14 | 37 | 64 | -27 |  |                                                           |
| 16 | Olympique Marsylia     | 26  | 34 | 8  | 10 | 16 | 46 | 65 | -19 |  |                                                           |
| 17 | FC Metz                | 26  | 34 | 9  | 8  | 17 | 45 | 68 | -23 |  | Spadek do Division 2                                      |
| 18 | AS Béziers             | 24  | 34 | 9  | 6  | 19 | 38 | 77 | -39 |  | Spadek do Division 2                                      |

## Awans do Division 1
- FC Nancy
- Stade Rennais
- Limoges FC
- RC Strasbourg

## Najlepsi strzelcy
| Miejsce | Piłkarz              | Narodowość                         | Klub                   | Gole |
| ------- | -------------------- | ---------------------------------- | ---------------------- | ---- |
| 1       | Just Fontaine        | Francja                            | Stade de Reims         | 34   |
| 2       | Fernand De Vlaeminck | Francja                            | Lille OSC              | 23   |
| 3       | Alberto Muro         | Argentyna                          | OGC Nice               | 21   |
| -       | Ernie Schultz        | Francja                            | Toulouse FC            | 21   |
| 5       | Ingve Brodd          | Szwecja                            | FC Sochaux-Montbéliard | 18   |
| 6       | Roger Piantoni       | Francja                            | Stade de Reims         | 17   |
| 7       | Jean Topka           | Francja · Wybrzeże Kości Słoniowej | Olympique Alès         | 16   |
| -       | Stéphane Bruey       | Francja                            | Angers SCO             | 16   |
| 9       | Hassan Akesbi        | Maroko                             | Nîmes Olympique        | 15   |
| -       | Henri Skiba          | Francja · Polska                   | Nîmes Olympique        | 15   |
| -       | René Bliard          | Francja                            | Stade de Reims         | 15   |
| 12      | Jean-Marie Courtin   | Francja                            | RC Lens                | 14   |
| -       | Bernard Rahis        | Francja                            | Nîmes Olympique        | 14   |
| -       | Jean Guillot         | Francja                            | RC Paris               | 14   |
| -       | Joël Pillard         | Francja                            | RC Paris               | 14   |